# オセアニアのサッカーリーグに所属する日本人選手一覧
オセアニアのサッカーリーグに所属する日本人選手一覧（オセアニアのサッカーリーグにしょぞくするにほんじんせんしゅいちらん、List of Japanese players in Oceania's soccer leagues）ではOFC/オセアニア加盟国内のサッカーリーグに所属歴のある日本人サッカー選手について紹介する。

## クック諸島
現在所属する選手 [2019年11月17日編集]
過去所属した選手
- Monju Shohei

## サモア
現在所属する選手 [2017年5月8日編集]
過去所属した選手
- 佐原悠太
- 土屋雅人

## ソロモン諸島
現在所属する選手 [2025年1月25日編集]
過去所属した選手
1部
- 松本光平（ソロモン・ウォリアーズFC）

## ニューカレドニア
現在所属する選手 [2023年5月5日編集]
過去所属した選手
- 松本光平

## ニュージーランド
現在所属する選手 [2025年7月28日編集]

Aリーグ・メン (オーストラリアのプロリーグ)
- 石毛秀樹 (ウェリントン・フェニックスFC)
- 酒井宏樹 (オークランドFC)
- 長澤和輝 (ウェリントン・フェニックスFC)

1部（NZFL）
- 池田智也 （ウェスト・コート・レンジャース）
- Ryusei Ishibashi（East Coast Bays AFC）
- Satsuki Ito
- 岩田卓也 （ウェスタン・スプリングスAFC）
- エリック・イマチ・スガハラ
- John Oakman（Melville United AFC）
- Kosei Oikawa
- 小澤ブーン
- Joey Omotani
- 鎌田啓義 （オークランド・ユナイテッドFC）
- Yoma Kawame
- 河森天開
- Kambai Takumi
- 小西裕也
- 阪下充 （マヌレワAFC）
- 高橋秀人（オークランド・ユナイテッドFC）
- Ginji Tagami
- 田口裕也（Cashmere Technical）
- 竹内駿斗 （ベイ・オリンピック）
- 中島健太
- 浜松竜大（ハミルトン・ワンダーズAFC）
- Kenshin Hayashi（Coastal Spirit FC）
- En Watanabe

4部
- 伊藤郁哉

その他、不明
- 厚見昇大
- 小嶋喜大
- 島村健汰

過去所属した選手
Aリーグ・メン (オーストラリアのプロリーグ)
- 今矢直城

NZFL
- 会津雄生 （オークランド・シティFC）
- 伊藤郁哉 （オークランド・ユナイテッドFC）
- 岩田卓也 （オークランド・シティFC）
- 岩本輝雄
- ヴィンセント・ケイン
- 近江孝行
- 大塚祐貴
- 尾崎健太郎 （オークランド・シティFC）
- 栗又ファビエン
- 田中洋明
- 豊川弘基
- 中橋絢也
- 中村彦聖
- 松村泰樹
- 松本光平（ハミルトン・ワンダラーズAFC）
- 森保翔平
- 吉田直弘
- 脇野隼人

NSL(当時のトップリーグ）
- 木村哲昌
- 宮澤浩

その他
- 石井伸義
- 今村匠実
- 大津一貴
- 大久保優作
- 河野諒
- 栗原航
- 佐々木英泰
- 藤原亮
- 辻村達哉
- 手塚康平
- 冨澤拓海
- 友松雄輝
- 中川翔太
- 野本将樹
- 東山晃
- 御牧考介
- 邑松昌宏
- 百瀬広樹

## バヌアツ
現在所属する選手 [2019年3月29日編集]
過去所属した選手
- 松本光平
- 森保翔平
- 大塚裕貴

## パプアニューギニア
現在所属する選手 [2017年4月7日編集]
過去所属した選手
- シュタルフ・悠紀・リヒャルト

## フィジー
現在所属する選手 [2017年4月11日編集]
過去所属した選手
- 松本光平